# فيليبي دي خيسوس دياز غونزاليس
فيليبي دي خيسوس دياز غونزاليس هو سياسي مكسيكي، ولد في 9 فبراير 1965 في ولاية بويبلا في المكسيك. نشط حزبياً في حزب العمل الوطني. وقد انتخب عضو مجلس النواب المكسيك ‏.